# Fodina embolophora
Fodina embolophora là một loài bướm đêm trong họ Noctuidae.